# Пріон антарктичний
Пріон антарктичний (Pachyptila desolata) найбільший з пріонів (Pachyptila), роду невеликих бакланів Південного океану. Розмах крил — 17-20 см.